# Corton (Suffolk)
Corton est un village et une paroisse civile du Suffolk, en Angleterre.